# Musashi Mizushima
Musashi Mizushima (水島 武蔵, Mizushima Musashi) (Tokyo, 10 de Setembro de 1964) é um ex-futebolista japonês que atuava como Lateral.
Um dos primeiros grandes jogadores do futebol japonês, Musashi foi tão significante para o futebol nipônico que sua trajetória esportiva inspirou a criação do personagem Ôzora Tsubasa, o popular Oliver Tsubasa, da série de anime/mangá Captain Tsubasa (Super Campeões).
Uma curiosidade é que Mizushima significa "ilha da água". 

## Carreira

### Jogador
Em 1974, Pelé se encontrava no Japão acompanhando algumas partidas e ali conheceu o jovem Musashi, que demonstrava uma habilidade muita acima dos outros garotos, aconselhando a família do jovem jogador a levá-lo ao Brasil, onde teria mais oportunidades de se tornar jogador profissional. Mizushima virou referência no Japão pela coragem ao sair de seu país aos 11 anos acompanhado de sua irmã para tentar o sonho de virar jogador no Brasil.
Pelé tentou trazer o garoto para as categorias de base do Santos, porém a diretoria da época recusou e o irmão de Pelé, Zoca, acabou levando o jogador para o rival, São Paulo, onde o atleta foi aprovado após teste no Morumbi. Ao longo de sua passagem pela base do Tricolor, o meio-campista teve momentos de destaque, e chegou até mesmo a ser capitão. Ficou por 10 anos nas categorias de base do São Paulo, profissionalizou-se no Morumbi e estreou profissionalmente em 1985, mas não conseguiu jogar na equipe adulta. Realizou apenas uma partida oficial pelo São Paulo, em um amistoso contra o Bragantino em 1985, no qual o Tricolor perdeu por 4 a 3. Musashi fez parte do grupo campeão paulista de 1985.
Saiu do São Paulo em 1985 e passou por empréstimo no São Bento, em 1986, na Portuguesa e no Santos, na temporada de 1988, onde disputou apenas duas partidas. Retornou ao São Paulo no ano seguinte, quando rescindiu seu contrato.
Voltou para o Japão, onde atuou no Hitachi SC e no Yokohama Flugels.
Aposentou-se na temporada 92/93, aos 28 anos.

### Treinador
O ex-jogador se tornou treinador da Universidade Kyushu, uma das mais importantes do Japão.

Em 2019, virou assistente técnico da Seleção Tajique de Futebol.